# Thylamys karimii
Thylamys karimii (Portugees: Rato-de-cauda-gorda) is een zoogdier uit de familie van de opossums (Didelphidae). De wetenschappelijke naam van de soort werd voor het eerst geldig gepubliceerd door Petter in 1968.

## Voorkomen
De soort komt voor in Brazilië.